# Sofja Wassiljewna Kallistratowa
Sofja Wassiljewna Kallistratowa (russisch Софья Васильевна Каллистратова; * 6. Septemberjul. / 19. September 1907greg. in Rylsk; † 5. Dezember 1989 in Moskau) war eine sowjetische Anwältin und Menschenrechtlerin.

## Leben
Kallistratowa stammte aus einer Juristenfamilie und lebte ab 1925 in Moskau. Sie studierte an der Rechtswissenschaft-Fakultät der Lomonossow-Universität Moskau (MGU) mit Abschluss 1930 und arbeitete seitdem als Juristin.
Von 1943 bis 1976 war Kallistratowa Anwältin im Moskauer Anwaltskollegium. Sie wirkte an einer Vielzahl von Gerichtsprozessen mit. Dazu gehörten sowohl Strafprozesse als auch politische Prozess. Sie verteidigte Samisdat-Autoren, Otkasniks und Krimtataren. Sie verteidigte insbesondere Wiktor Chaustow, den Dichter Vadim Delaunay (Sohn des Physikers Nikolai Borissowitsch Delone und Enkel des Mathematikers Boris Nikolajewitsch Delone), I. Jachimowitsch, den Dissidenten und Menschenrechtler Pjotr Grigorjewitsch Grigorenko und die Dichterin und Menschenrechtlerin Natalja Jewgenjewna Gorbanewskaja. Kallistratowas Reden wurden im Samisdat verbreitet. Nur wenige Anwälte wie Kallistratowa und Dina Issaakowna Kaminskaja übernahmen in solchen politischen Prozessen die eigentlich sinnlose Verteidigungsarbeit, denn die Urteile standen bereits vor den Prozessen fest. Ihnen widmete Juli Tschersanowitsch Kim den Advokatenwalzer.
Nach einigen politischen Prozessen ermittelte der KGB gegen Kallistratowa. Ihre Wohnung und Wohnungen ihrer Verwandten und Freunde wurden durchsucht, und Dokumente, Tonbänder, Kassetten und Schreibmaschinen wurden beschlagnahmt. Ein Strafverfahren wegen Verbreitung falscher Aussagen über den Staat wurde eingeleitet. 1984 wurde das Verfahren aufgrund ihres Alters und Gesundheitszustands eingestellt. Sie beharrte jedoch auf einem Urteil, um ihre Unschuld zu beweisen. 1988 hob die Moskauer Staatsanwaltschaft den Beschluss von 1984 auf und stellte das Verfahren wegen des Fehlens strafbarer Handlungen ein.

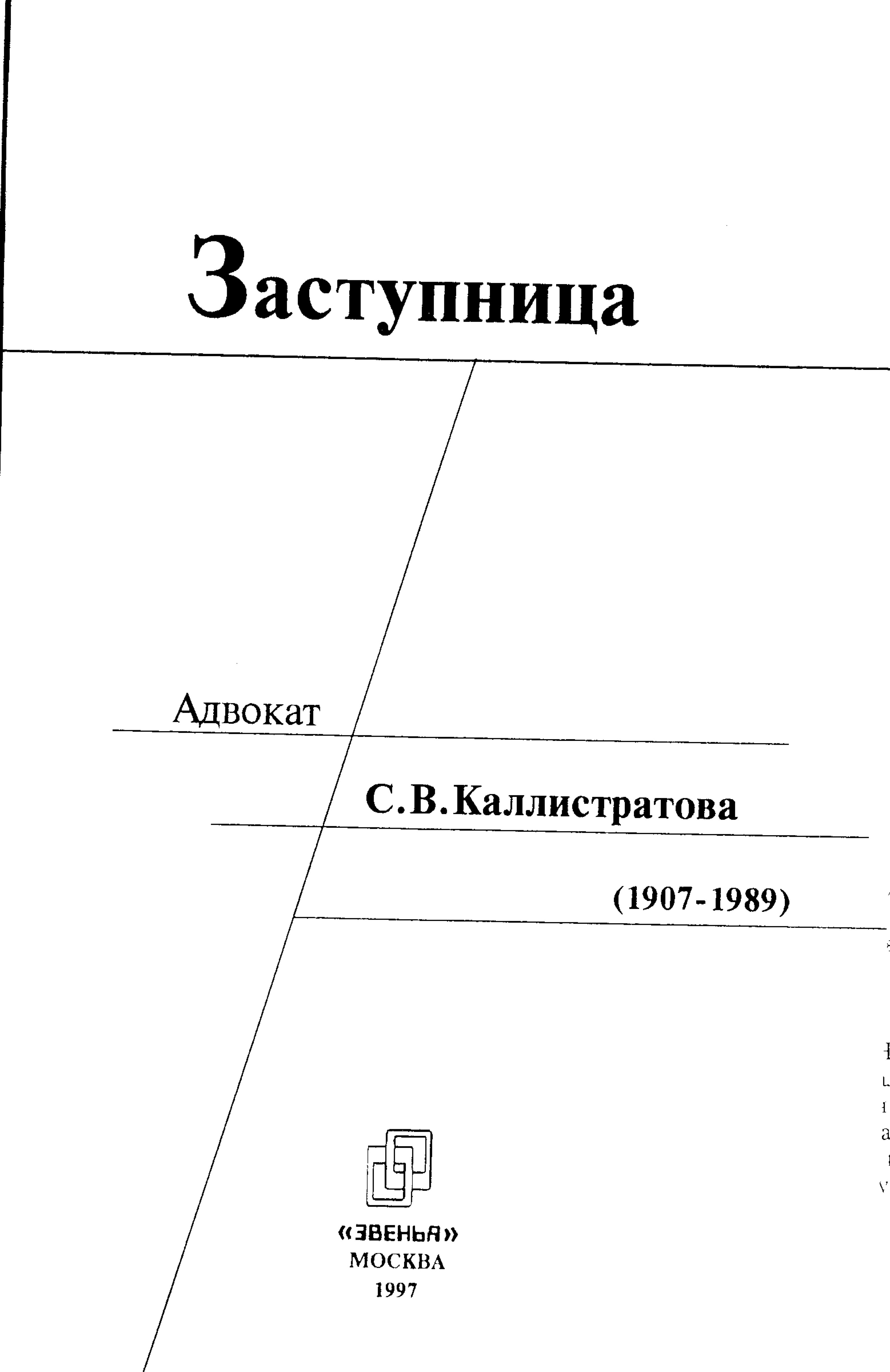
Das Buch über die Beschützerin Sofja Kallistratowa (1997)

Kallistratowa arbeitete mit Waleri Nikolajewitsch Tschalidse und Andrei Dmitrijewitsch Sacharow im Moskauer Komitee für Menschenrechte in der UdSSR zusammen. Sie schrieb Briefe zur Unterstützung von Mitbürgern, die sie für unschuldig hielt. Sie schrieb einen Offenen Brief zur Unterstützung Wladimir Konstantinowitsch Bukowskis. Kallistratowas Antrag im Fall  Pjotr Grigorjewitsch Grigorenko gehörte zu den Dokumenten, durch die der Politische Missbrauch der Psychiatrie in der Sowjetunion bekannt wurde und die Wladimir Konstantinowitsch Bukowski an westliche Psychiater zur Bekanntgabe auf dem Kongress der World Psychiatric Association 1977 in Honolulu schickte. Darauf wurde auf dem Kongress eine Resolution zur Verurteilung des Missbrauchs der Psychiatrie verabschiedet.
Kallistratowa arbeitete in der Moskauer Helsinki-Gruppe mit und in der auf Initiative Alexander Pinchossowitsch Podrabineks dort 1977 gegründeten Arbeitskommission zur Untersuchung des Einsatzes der Psychiatrie für politische Zwecke. Dazu gehörten die Moskauer Wjatscheslaw Iwanowitsch Bachmin, Irina Kaplun, Alexander Pinchossowitsch Podrabinek und Felix Serebrow und die Leningrader Dschemma Babitsch (Kwatschewskaja). Schließlich war Kallistratowa an der Gründung der Menschenrechtsorganisation Memorial beteiligt.
Kallistratowas Nichte Rimma Fjodorowna Kallistratowa lehrte an der Russischen Staatlichen Universität der Justiz.
Kallistratowa wurde auf dem Moskauer Friedhof Wostrjakowo begraben. 1997 wurde ihr postum die Goldmedaille der Gilde der Russischen Anwälte verliehen.